# Santa Eugenia
Santa Eugenia (catalansk: Santa Eugènia) er en by og kommune i det østlige Spanien på øen Mallorca i provinsen De Baleariske Øer. Den har et indbyggertal på 1.899 (2024) indbyggere.